# Alaska Airlines Field at Husky Stadium
Das Alaska Airlines Field at Husky Stadium ist das Stadion auf dem Campus der University of Washington in Seattle, Bundesstaat Washington im Nordwesten der USA. Hauptsächlich wird es von der College-Football-Mannschaft der Universität, den Washington Huskies aus der Pacific-12 Conference, genutzt. Momentan bietet es 70.083 Plätze.

## Geschichte
Die Bauarbeiten starteten 1920 in der südöstlichen Ecke des Campus nahe dem Ufer des Lake Washington; am 27. November desselben Jahres wurde die hufeisenförmige Sportstätte mit dem American-Football-Spiel Washington gegen Dartmouth (10:28) vor 24.500 Zuschauern eingeweiht. Damals fasste die Anlage 30.000 Zuschauer und die Baukosten beliefen sich auf die Summe von 600.000 US-Dollar. Der Bau wurde so ausgerichtet, dass die Spieler während der Spiele am Nachmittag so wenig wie möglich von der Sonne geblendet werden.
Die erste Erweiterung mit 10.000 zusätzlichen Plätzen wurde 1936 vorgenommen. Des Weiteren kamen 1938 auf dem Tribünenrand 3.000 Plätze hinzu. 1950 ergänzte man das Stadion für 1,7 Mio. US-Dollar mit einer überdachten Tribüne auf der Südseite. Dies steigerte die Kapazität um weitere 15.000 Plätze auf 55.000 Plätze. Nach dem Hinzufügen weiterer Plätze 1968 auf der Nordseite wurde 1980 das Dach der Südtribüne ersetzt. 1987 wurde die überdachte Nordtribüne mit 13.000 Plätzen für 13 Mio. US-Dollar erbaut. Dies brachte das Stadion auf das Fassungsvermögen von 72.500 Zuschauern. 1989 wurden die alten Holzsitzbänke der Westseite gegen moderne Aluminium-Sitze ersetzt.
Am 3. September 2015 gab die University of Washington bekannt, dass man mit der ebenfalls in Seattle ansässigen Fluggesellschaft Alaska Airlines einen zehnjährigen Sponsorenvertrag über die Namensrechte abgeschlossen hat. Das Stadion wird seither als Alaska Airlines Field at Husky Stadium bezeichnet. Die Vertragssumme beläuft sich auf 41 Millionen US-Dollar (rund 36,7 Mio. Euro).

## Umbau 2011–2013
Ab dem 7. November 2011 wurde das Stadion der Washington Huskies umgebaut. In der Zwischenzeit trug das Team seine Spiele im CenturyLink Field, der Spielstätte der Seattle Seahawks aus der NFL, aus. Die Bauplanung sah den kompletten Neubau des alten Unterranges sowie der südlich gelegenen Längstribüne mit der Entfernung der Leichtathletikanlage vor. Das gesamte Projekt wird u. a. durch Spenden, einen Namenssponsor und die zu erwartenden Zuschauer- und Logen-Einnahmen privatfinanziert. Ergänzt wird der Umbau u. a. mit einer Tiefgarage mit 200 Stellplätzen, 27 Suiten und 42 Logen sowie mehr als 2.500 Premium-Sitzen, darunter das Don James Center mit 560 Plätzen. Für die Neugestaltung der Sportstätte ist das Architekturbüro 360 Architects verantwortlich. Der Bauträger ist die Wright Runstad & Company und das ausführende Haupt-Bauunternehmen ist die Turner Construction.
Nach der Fertigstellung fasste die Heimat der Huskies 70.138 Zuschauer. Letztendlich betrugen die Kosten 280 Mio. US-Dollar (rund 213 Mio. Euro). Mitte Juli 2013 waren die Renovierungsarbeiten kurz vor dem Abschluss. Die Einweihung und das erste Spiel der Huskies fand am 31. August 2013 gegen die Boise State statt. Die Hausherren siegten deutlich mit 38:6.

## Veranstaltungen
Neben den Liga-Spielen der Washington Huskies wird im Stadion der Apple Cup ausgetragen. Der Apple Cup ist das Spiel der beiden Football-Mannschaften der größten Universitäten des Bundesstaates Washington. Dabei treten die Huskies der University of Washington (UW) gegen die Cougars der Washington State University (WSU) an. Seit 1900 wird dieses Spiel ausgetragen und der Austragungsort wechselt jährlich zwischen den beiden Stadien der Universitäten.
1990 fanden in Seattle die Goodwill Games statt. Das Husky Stadium war die Hauptsportstätte der Veranstaltung. Es fanden die Eröffnungs- und Schlussfeier sowie die Leichtathletik-Wettbewerbe dort statt. In den Jahren 1994, 2000 und 2001 spielte das NFL-Team der Seattle Seahawks im Stadion der Huskies. Grund dafür war 1994, dass sich Platten der Dachinnenverkleidung im Kingdome lösten und herabfielen. So zog man während der Reparaturarbeiten um. Zu einem weiteren Gastspiel kam es 2000 und 2001. Nachdem der Kingdome im März 2000 abgerissen wurde und die neue Heimat der Seahawks, das Seahawks Stadium, an gleicher Stelle erst errichtet werden musste; spielte man übergangsweise erneut im Stadion der Universität.

## Galerie

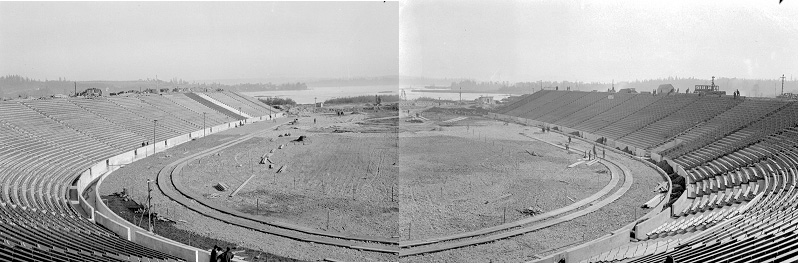
Das Stadion während des Baus 1920
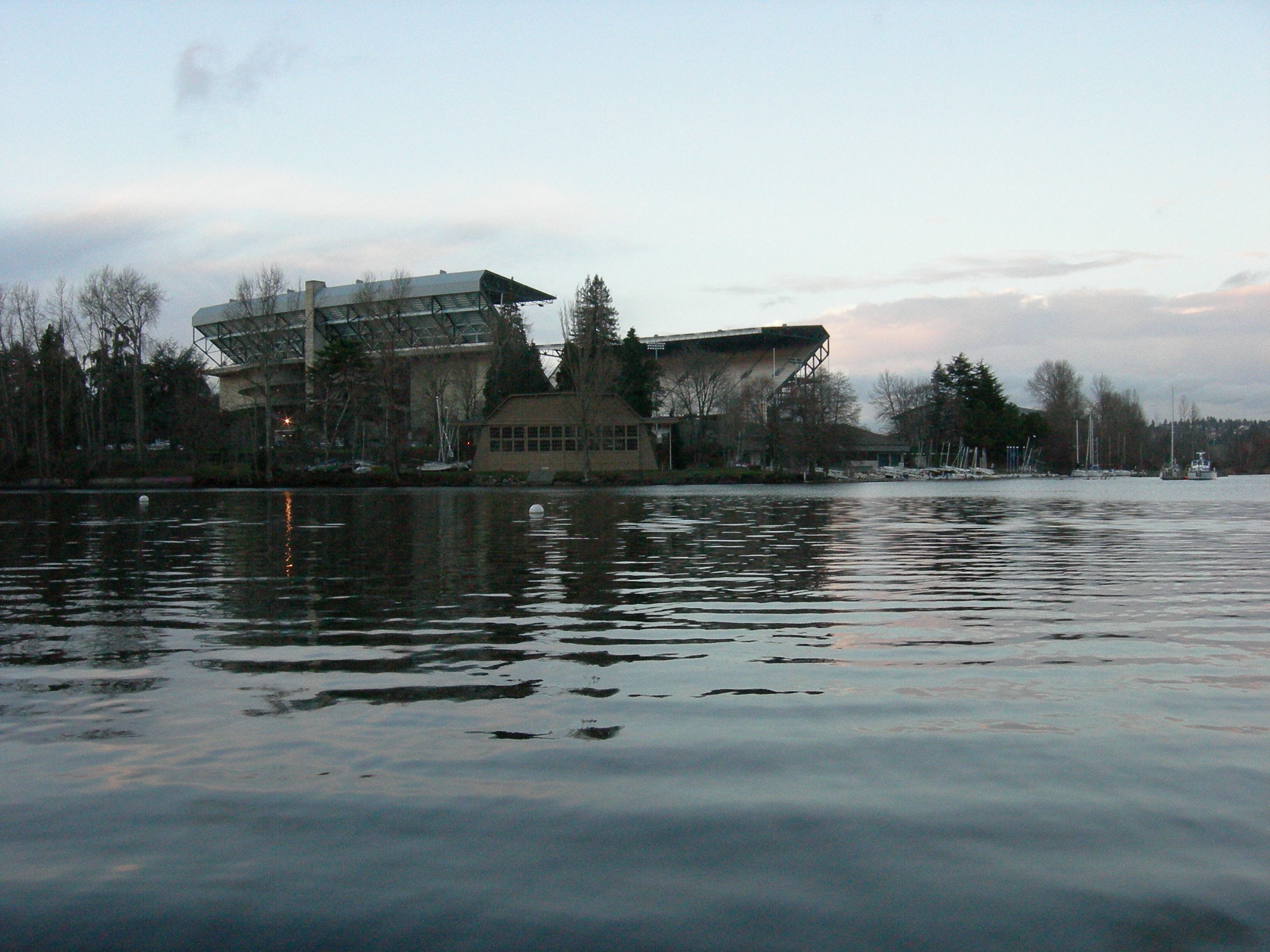
Das Stadion von der Union Bay des Lake Washington fotografiert (2007)
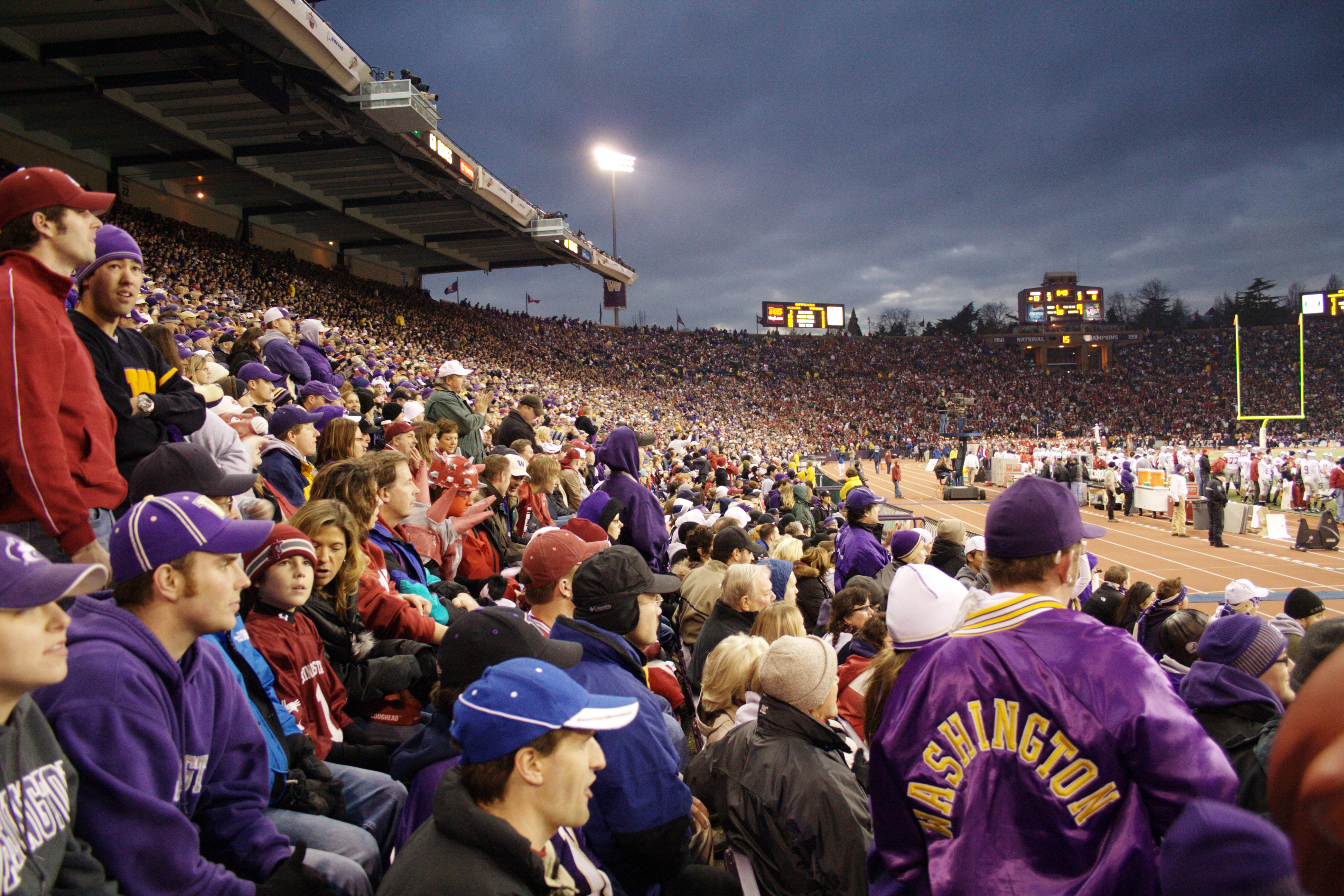
Der 100. Apple Cup im Jahr 2007 im Husky Stadium
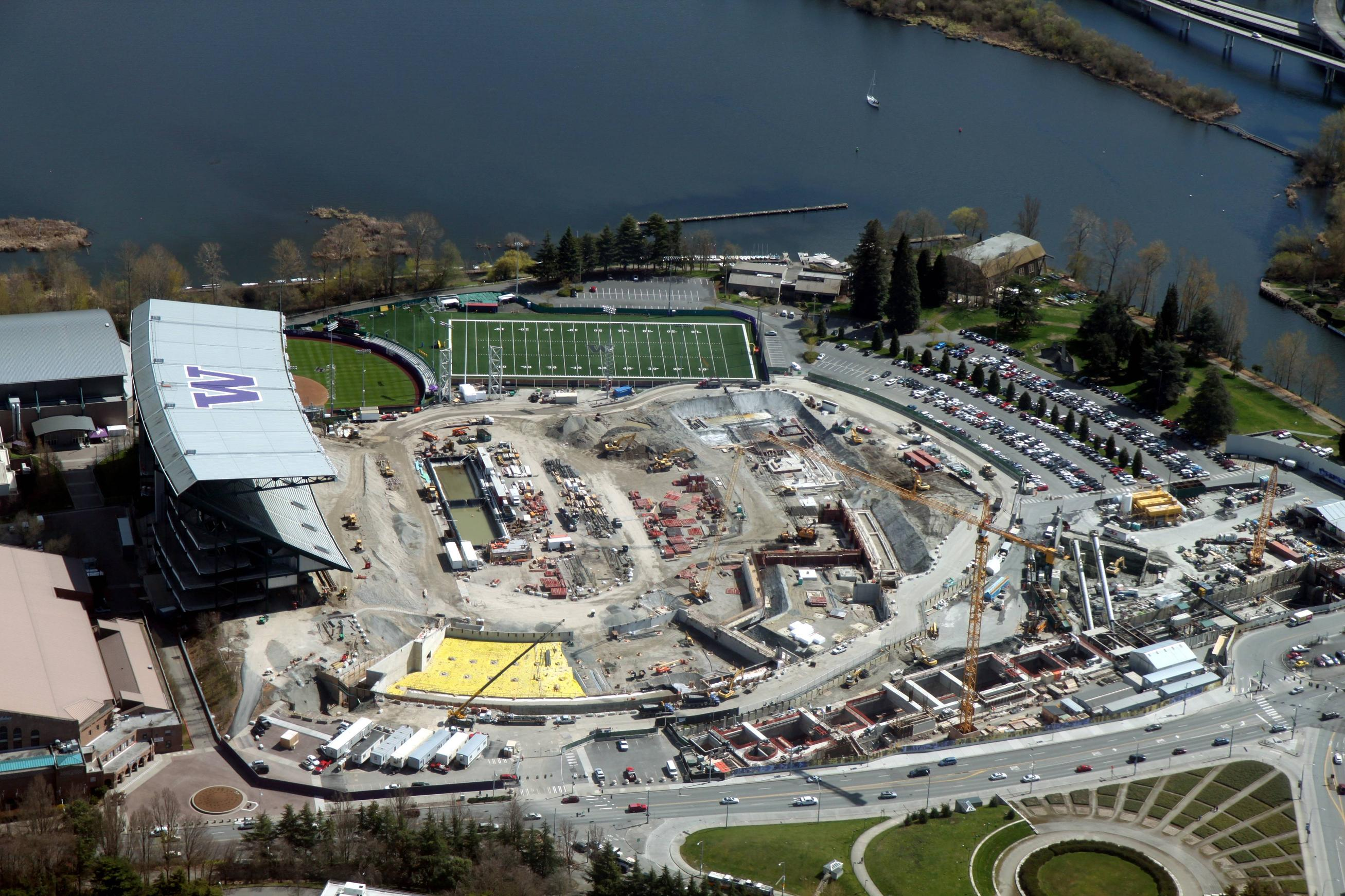
Das im Umbau befindliche Stadion am 6. April 2012
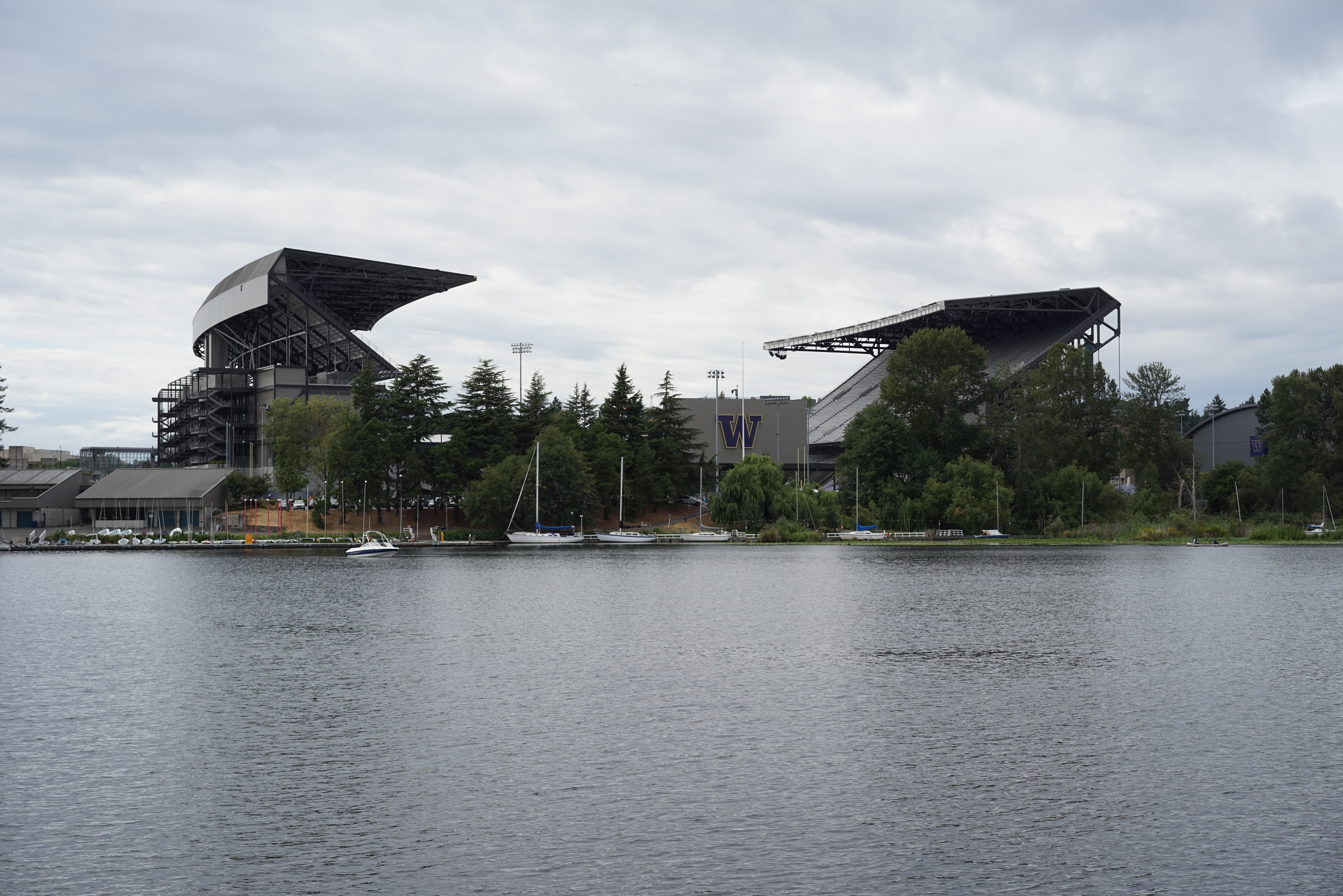
Das umgebaute Stadion vom Lake Washington aus gesehen (2015)